# Lanišće (Kršan)
Pour les articles homonymes, voir Lanišće.
Lanišće (en italien : Lanisce) est une localité de Croatie située en Istrie, dans la municipalité de Kršan, dans le comitat d'Istrie. En 2001, la localité comptait 90 habitants.

## Démographie
| 1948 | 1953 | 1961 | 1971 | 1981 | 1991 | 2001 |
| ---- | ---- | ---- | ---- | ---- | ---- | ---- |
| 186  | 153  | 128  | 109  | 77   | 78   | 90   |